# Isthmiska spelen
Isthmiska spelen, (gr. isthmia), agones (tävlingsspel) i antikens Grekland som utgjorde ett föreningsband bland de grekiska staterna.
De isthmiska spelen hade ett högt anseende och endast de olympiska spelen stod högre. Namnet fick spelen av att de firades på Isthmus, det näs som sammanbinder Peloponnesos med det mellersta Grekland. Enligt sagan var spelen ursprungligen stiftade till minne av Melikertes, Inos son, men tillägnades sedermera av Theseus till den isthmiske Poseidon, eftersom de förlades till hans lund.
Spelen firades vartannat år under våren eller sommaren och bestod av tre huvudavdelningar, gymnisk agon, hippisk agon och musisk agon. Gymnisk agon bestod av gymnastik med kapplöpning, brottning och knytnävskamp. Den hippiska agonen innehöll kappridning och kappkörning och under den musiska agonen tävlades det i skaldekonst och musik.
Ledningen för festspelen tillhörde det närbelägna Korinth men när det förstördes 146 f.Kr. övergick ledningen för en kort tid till Sikyon. Spelen hade under den romerska kejsartiden ett högt anseende.